# 보르고산로렌초
보르고산로렌초(이탈리아어: Borgo San Lorenzo)는 이탈리아 토스카나주 피렌체현에 있는 코무네다. 피렌체로부터 북동쪽 20km 거리에 있다.